# Rhadinophis frenatus
Rhadinophis frenatus là một loài rắn trong họ Rắn nước. Loài này được Gray mô tả khoa học đầu tiên năm 1853.

## Hình ảnh

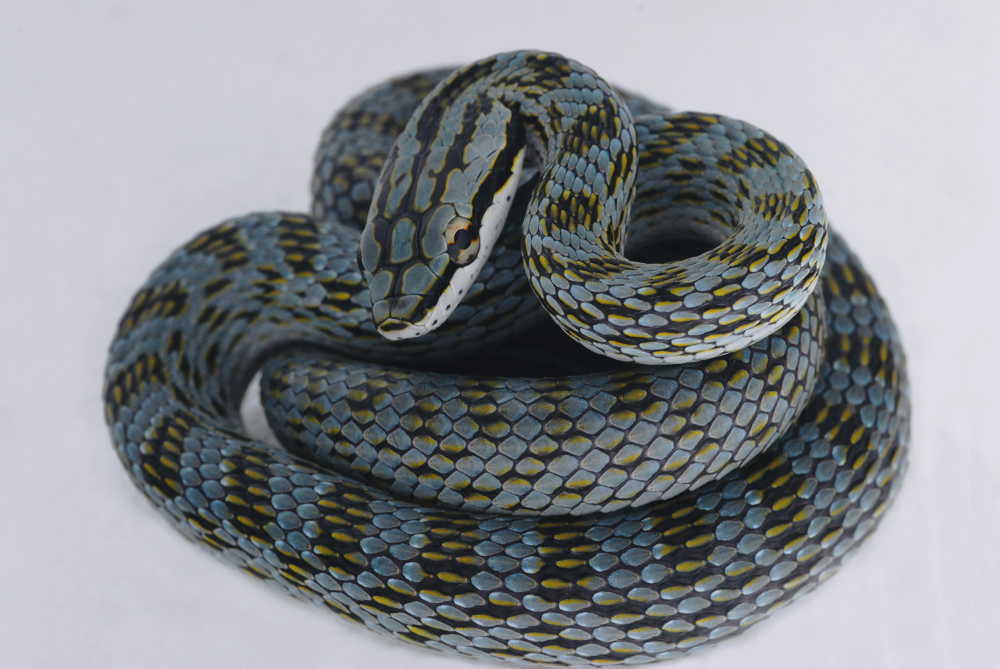